# Жан Драчки
Жан Драчки (на италиански: Giovanni di Durazzo), Жан от Гравина (Giovanni di Gravina) или Жан Анжуйски (Giovanni d'Angiò; * 1294, Неапол, Неаполитанско кралство, † 5 април 1336, пак там) е херцог на Драч, княз на Ахея, пфалцгарф на Кефалония и Закинтос, граф на Гравина и на Алба. Основаната от него линия на Анжуйската династия – линия Анжу-Драч управлявал Кралство Неапол в периода 1382 – 1435 г. в лицето на кралете Шарл III Малкия, Ладислав и Джована II.

## Произход
Той е син на Шарл II Анжуйски (* ок. 1254, † 1309), крал на Неапол и Сицилия, титулярен крал на Йерусалим, княз на Салерно, граф на Прованс, и на съпругата му Мария Арпад (* 1257, † 1323), унгарска принцеса. Мария е дъщеря на унгарския крал Ищван V и на куманката Елизабет. 
Има 13 братя и сестри: 
- Карл Мартел (* 1271, † 1295), принц на Салерно и титулярен крал на Унгария, съпруг на Клеменция Хабсбургска, дъщеря на свещения римски император Рудолф I.
- Маргарита (* 1273, † 1299), съпруга на Шарл, принц на Франция и граф на Валоа, от 1290 г. графиня на Анжу и Мен. Родоначалничка на кралската династия Валоа, която царува във Франция от 1328 до 1589 г.
- Луи (* 1274, † 1298), епископ на Тулуза, светец от 1317 г.
- Робер I Мъдри (* 1276, † 1343), крал на Неапол, херцог на Калабрия, принц на Салерно и Капуа, граф на Прованс и Форкалкие, титулярен крал на Йерусалим и Сицилия
- Филип I (* 1278, † 1331), принц на Таранто; чрез втори брак княз на Ахея, деспот на Епир и титулярен император на Латинската Константинополска империя.
- Раймон Беренгер (* 1280 † 1307), граф на Андрия, граф на Прованс и господар на Пиемонт от 1304 г.
- Елеонора (* 1289, †  1341), кралица на Сицилия като съпруга на  Федериго II Сицилиански, крал на Тринакрия
- Бланка (* ок. 1284, † 1310), кралица на Арагон като съпруга на Хайме II
- Тристан (* ок. 1284, † 1288)
- Галеот (* ок. 1286, † сл. 1308), свещеник
- Мария (* ок. 1290, † 1346/47), кралица на Майорка като съпруга на Санчо I Арагонски и баронеса на Ксерица като съпруга на Джакомо II Арагонски
- Петър (* 1291, † 1315), граф на Гравина
- Беатрис (* 1295, † 1321), господарка на Ферара като съпруга на Ацо VIII д'Есте и господарка на Бер, графиня на Монтескальозо и Скуилаче като съпруга на Бертран III дьо Бо, комуто дава като зестра Графство Андрия.

## Биография
На 3 септември 1313 г. Жан става капитан-генерал на Калабрия. На 29 август 1315 г. по-големият му брат Пиетро „Темпеста“ е убит в битката при Монтекатини и Жан наследява от него титлата „граф на Гравина“.
През 1316 г. умира управляващия Ахейското княжество по право на съпругата Лудвиг Бургундски (Морейски). Сюзеренът на Ахея Филип I от Таранто – по-големият брат на Жан, със сила довежда вдовицата на Лудвиг Матилда д'Ено в Неапол и я заставя през 1318 г. да се омъжи за Жан. Матилда отказва да предаде правата на княжеството на новия си съпруг и сключва таен брак с Хуго де ла Палис. Това нарушава договора за предаването на Ахейското княжество, сключен с нейната майка Изабела дьо Вилардуен, съгласно който дъщеря и не може да се омъжи без разрешение на сюзерена. На основание на нарушение на договора Филип изземва княжеството от Матилда и го предава на Жан. Бракът е обявен за недействителен и Матилда е заключена в Кастел дел Ово. Жан се жени за Агнес от Перигор същата година. По време на управлението си в Пелопонес той се бори за владението на Кефалония и Закинтос.
След смъртта на Филип I, принц на Таранто, Албания, Ахая и латински титулярен император на Константинопол от Сицилианските Анжуйци през 1332 г., той е наследен от сина си Робер от Таранто, който става новият княз на Ахея. Жан, княз на Ахая от 1322 г., отказва да се закълне във вярност на племенника си Роберт. За да избегне продължителен конфликт с него, той се отказва от Княжество Ахея     в полза на Робърт, като получава в замяна правата на Роберт върху Кралство Албания и заем от 5000 унции злато, набран от Николо Ачауйоли. Така Жан получава важния търговски и стратегически пристанищен град Дуърс (Драч) и започва да се нарича херцог на Драч (1333–1336). То би трябвало да съществува като „Херцогство Драч“ до 1368 г. с известни прекъсвания. Споразумението е подписано от папата през януари 1333 г. и е порвърдено от Робер Анжуйски, крал на Неапол, на 14 март 1333 г.

## Брак и потомство
Жени се два пъти:
1.∞ март 1318 за Матилда д’Ено (* 1293, † 1331), принцеса на Ахея, от която няма деца и бракът е анулиран
2. ∞ 14 ноември 1321 за Агнес от Перигор († 1345), дъщеря на Ели VII, граф на Перигор, и на Брунисенда дьо Фоа, и от която има четирима сина:
- Карл Драчки (* 1323, † 23 януари 1348, обезглавен близо до Аверса), херцог на Драч, граф на Гравина
- Лудвиг Драчки (*1324, † 1362, Неапол), граф на Гравина, херцог на Драч; ∞ 1343 за Маргарита ди Сансеверино, от която има три деца. Вторият му син крал Карл III Малкия и внуците му крал Ладислав Анжуйски и кралица Джована II Анжуйска в периода 1382—1435 г. последователно управляват Неаполитанското кралство
- Робер Драчки (* 1326, † 19 септември 1356), господар на Капачо, Муро и Монталбано. Затворен от унгарския крал Лайош I. Освободен, той се бие за крал Жан II Добрия и е убит в битката при Поатие; ∞ Мария дьо Бо, от която има син Лудвиг, от когото произлиза династична линия, разклонена в Русия и наречена Дурасов, на която през 1911 г. както от краля на Испания Алфонсо XIII, така и от краля на Италия Виктор Емануил III Савойски, а след това през 1914 г. от Гербовия колеж в Лондон и накрая от Алманаха на Гота през 1915, 1919 и 1936 г. е признат статут на Кралски дом с титлата „Кралски принцове на Анжу, херцози на Дуръс, графове на Гравина и на Алба, господари на честта на Монте Сант'Анджело“;
- Стефан Драчки (* 1328, † 1380, Португалия), мести се като кръстоносец в Португалия, където участва заедно с братовчед си Алфонсо IV от Португалия в битката при Рио Саладо (30 октомври 1340) срещу сарацините. В Португалия той става известен като Estêvão de Nápoles (Стефан Неаполитански), жени се там и има син – Леонардо Естевес де Наполес, като по този начин дава началото на португалския дом de Nápoles и da Veiga de Napoles; тази генеалогия се оспорва от някои привърженици на линията.